# تپه گورستان سید محمد دره سی
تپه قبرستان سید محمد دره سی مربوط به دوران پیش از تاریخ ایران باستان تا دوران‌های تاریخی پس از اسلام است و در شهرستان بوئین‌زهرا، بخش آوج، روستای آدار واقع شده و این اثر در تاریخ ۲۵ خرداد ۱۳۸۱ با شمارهٔ ثبت ۵۷۹۱ به‌عنوان یکی از آثار ملی ایران به ثبت رسیده است.